# 名創優品
名創優品（めいそうゆうひん、メイソウ）及びMINISOは、中華人民共和国（中国）を中心に世界各国で主に雑貨販売を行っている店舗のブランド名である。ミニソウは誤読。当初は共同創業者の日本人「三宅順也」を広告塔にして日本発とするイメージ戦略を実行していたが、実質的には中国発ブランドである。

## 概要

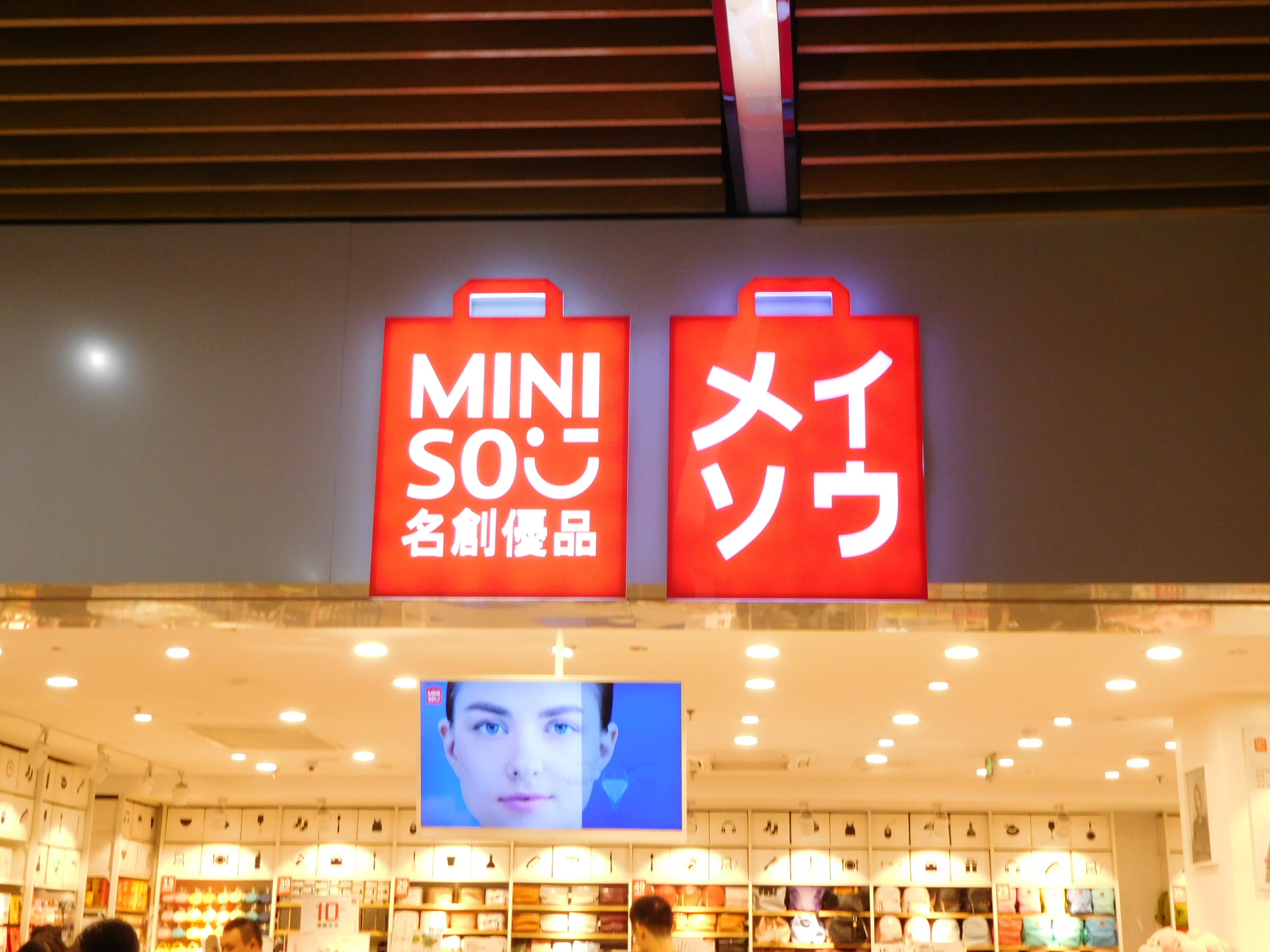
名創優品

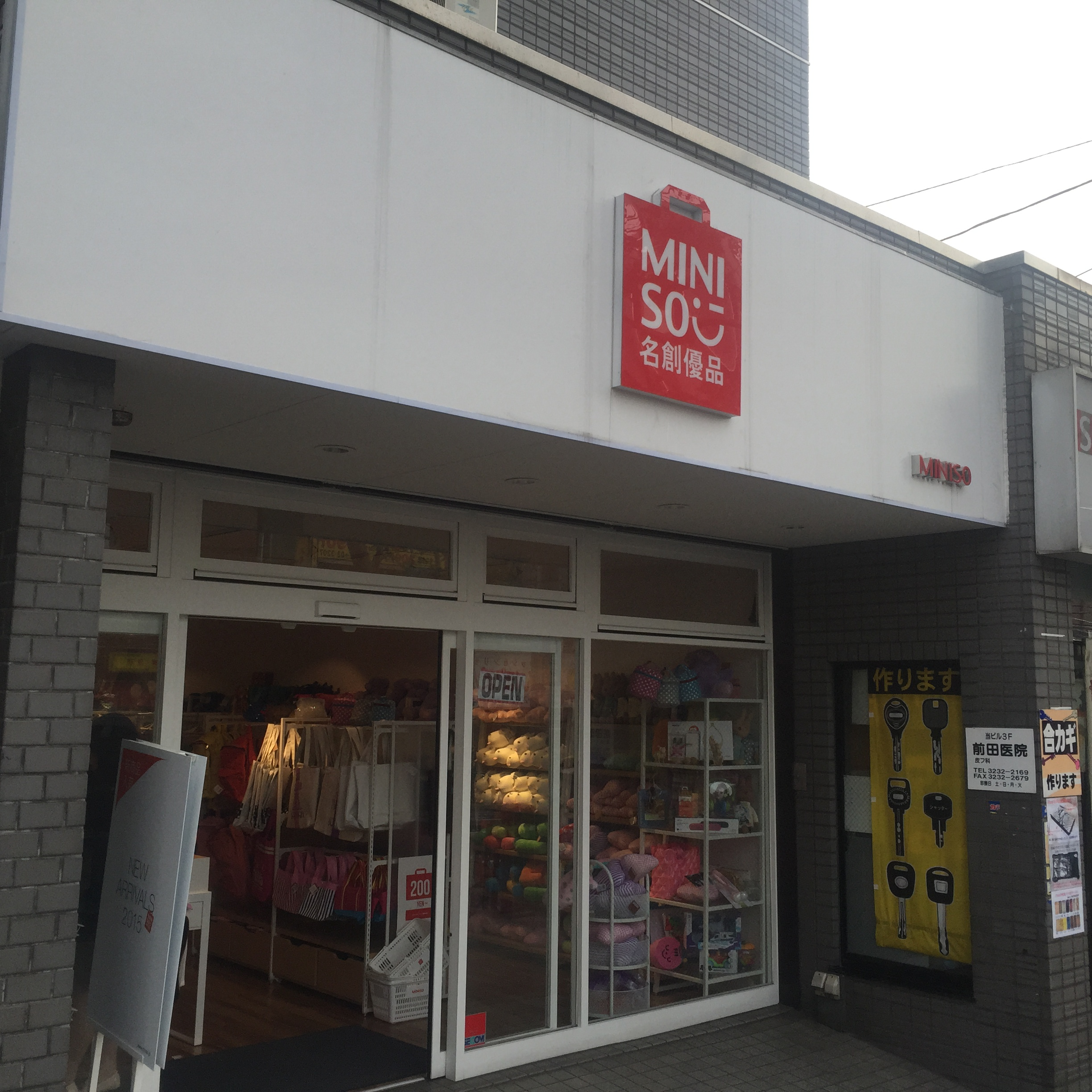
名創優品 高田馬場店

ユニクロ、無印良品、ダイソーが販売するような、アイディアに富む各種製品を低価格（主に中国では10元、日本では200円）で販売している。中国では郊外への出店が多いことから、日本製品への信頼を寄せる出稼ぎ労働者などの低所得層をターゲットにしたものと考えられている。共同創業者の日本人「三宅順也」を広告塔にして日本発ブランドであることを強く印象付けた。
ロゴマークは、赤文字で「MINISO」と横書きされたタイプと、正方形に持ち手の付いたデザインのタイプがあり、後者はさらに「MINISO 名創優品」と表記されているものと「メイソウ」と表記されているものの2種類が存在する。ただし、日本では「メイソウ」タイプのロゴマークは商標登録されておらず、店頭看板では使用されていない。
日本における株式会社名創優品産業（めいそうゆうひんさんぎょう）の本社は長らく東京都中央区銀座に置かれていたが、2022年に銀座地区の別のビルへ移転した後、2024年に法人格が消滅している。初期の頃は、商品のタグにより「渋谷区神社前（設立者によれば神宮前の誤り）」や「目黒区原町」を表示している場合があった。中国側の運営は株式会社葆揚（葆扬）が担っているとされる。
かつては公式ウェブサイトに記載されていた日本語の文章がおかしいと日中のネットユーザーに揶揄され、日本に実店舗がないことなどを『とくダネ!』で批判されていたが、名創優品が誤った日本語の記載等を謝罪し、日本での実店舗進出とあわせて国内でのイメージ改善を図った。また、創業初期に行っていた「日本発」のイメージ戦略も行わなくなっている。

## 沿革
2013年9月、日本で株式会社名創優品産業が設立登記され、同月中国、広州市に1号店を開店した。2020年10月、ケイマン諸島に設立した持株会社・MINISO Group Holdingsがニューヨーク証券取引所に上場した。
設立当初、創設者はデザイナーでもある三宅順也とされていた。三宅は2015年まで日本法人の代表取締役だった。文化服装学院を卒業し、デザイナーとしてイベントやポスターにも顔を出している。但し後述の通り三宅本人により実際の経営に三宅がかかわっていないことが話されている。後年になって、中国のファッション雑貨販売店「哎呀呀」の代表でもあった葉国富が「グローバル共同創始者」として名を連ねるようになり、2022年時点で公式サイトでは葉国富が単独で創設者として紹介され、三宅順也はデザイナーとして紹介されている（中国版サイトでは表記されていない）。
2024年6月5日、日本法人が清算結了により法人格消滅した。

## マーケティング
かつては店内の至る箇所に「100％日本品質・日本品牌（「日本ブランド」の意）」の掲示がされており、日本発であることや日本産であることを前面に押し出したマーケティングを行っていたが、実態と事実が乖離しているということで、これらの掲示は全て外された。
ただし、南アメリカ諸国のように、日本企業と誤認して、日本ブランドとして信頼して利用する消費者は多い。実際、2019年に南米ウルグアイに進出したが、ウルグアイメディアのInfoNegocios Uruguayは「La tienda japonesa de artículos y decoración, Miniso, planta bandera en Uruguay（日本のホームファニシングストア名創優品がウルグアイに進出）」という記事で、「日本の装飾品店名創優品がウルグアイに旗艦店をオープンする」「日本企業名創優品がウルグアイに上陸」「名創優品は日本とノルウェーのデザインを特徴」「Martín Grossディレクターにインタビューを行い、日本企業がウルグアイを選んだ理由を聞いた」と報道している。
設立者の三宅は日経ビジネスオンラインの取材に対して「メイソウは中国資本、経営も中国で行われていること」「（破綻した日本語について）商品をチェックしたことがないこと」を話している。なお、ウェブサイトでは「80%以上の商品は日本、韓国、中国、シンガポール、マレーシア他の国で生産された」と記されている。
「ダイソーっぽくてユニクロ風味、それでいて無印良品」と評されるように、メイソウのブランディングにはこの三社の影響が強く出ていると考えられている。
その一方でノルウェー人のデザイナーを起用したり、「グローバルブランドアンバサダー」として王一博を起用するなど、「脱・日本ブランド」への動きも見られたが、2022年7月にスペインの店舗でチャイナドレスを着たディズニープリンセスの人形を「（日本の）芸者」と紹介したことが中国のメディアで報道されると名創優品への批判が強まった。また、パナマでも本企業の代理店が「名創優品は日本発の企業」とSNS上にて説明していたことも発覚した。
これらを受けて、名創優品は微博上に謝罪文を掲載し、2023年3月までに全世界の店舗で店内のデザインや商品の表記を見直し、日本に関する要素を排除することを表明した。

## キャッチコピー
- Love Life, Love MINISO
- Life is for fun.
- 今の生活が好き! だから、名創優品 《日本》
- 点亮全球99国美好生活（世界99ヶ国の美しい生活を照らす） 《中国》

## 店舗
ニューヨーク証券取引所への上場に際しSECに提出した目論見書によれば、2020年6月30日時点で80以上の国・地域に4222店舗を出店している。このうち中国国内に2533店舗を出店。また直営店は129店舗のみで、他はフランチャイズ契約に基づく出店である。
日本では2014年に池袋へ「逆上陸」を果たした（2018年9月閉店）。当初は東京周辺の繁華街に小規模な店舗を展開していたが、2018年以降はこれらを縮小し、イオンモールにおける中規模テナントとしての展開に転換した。しかし2021年12月末をもって全店舗が閉店し、2024年6月の清算を以て、日本での事業から撤退している。

### 日本国内の店舗（閉店）
- 池袋店
- 原宿店
- 渋谷店
- 川越店
- イオンモールいわき小名浜店（2021年12月31日閉店）[17]
- イオンモール名取店（2021年12月31日閉店）

- 高田馬場店（2021年12月31日閉店）

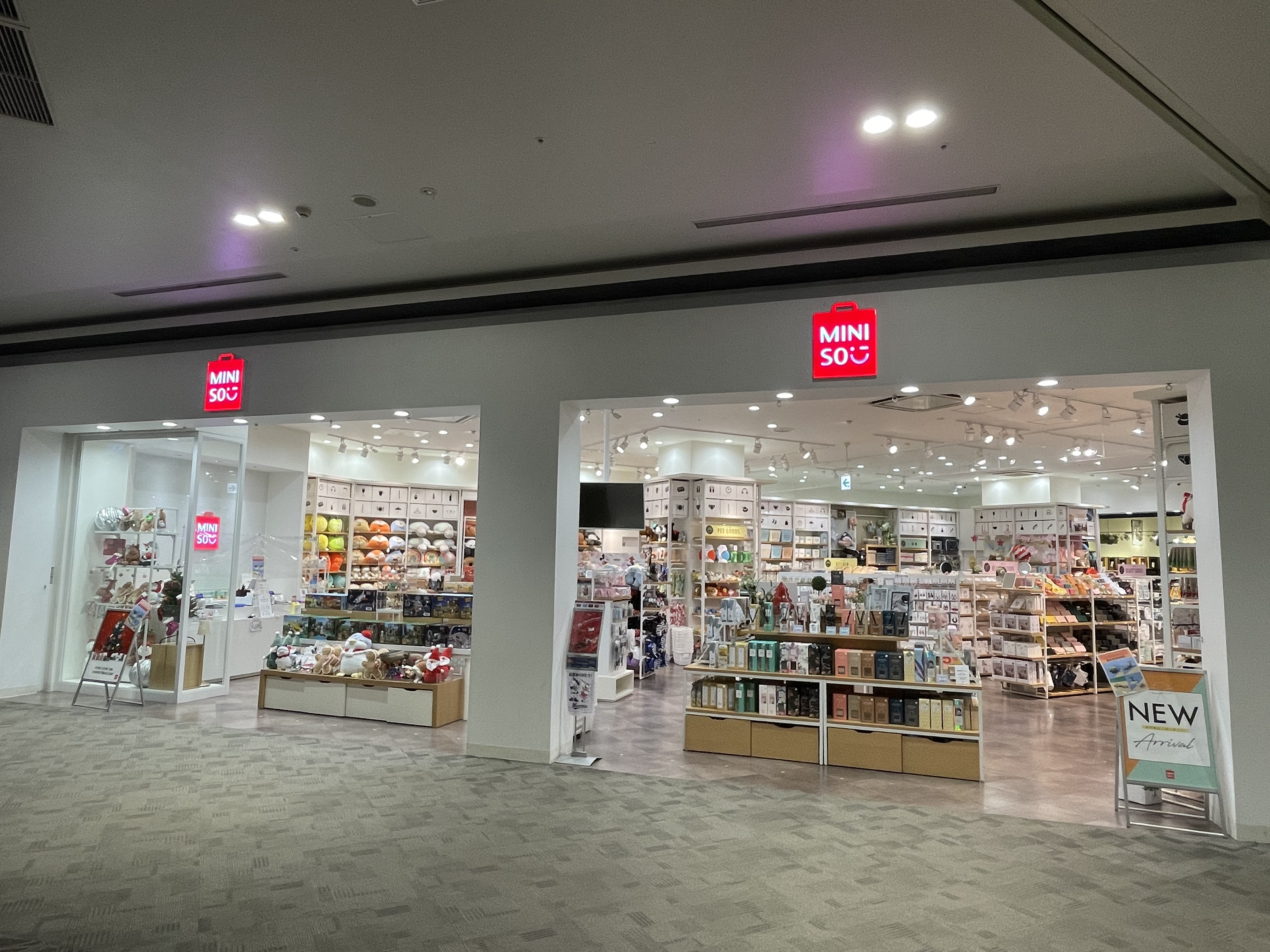
イオンモール幕張新都心（2021年）

- イオンモール幕張新都心店（2021年12月31日閉店）[18]
- イオンモール津田沼店（2021年12月31日閉店）

### 北朝鮮進出問題
2017年春頃、名創優品の店舗が北朝鮮、平壌に開設されたことが明らかになった。それに先立ち2017年1月には中国、丹東市（北朝鮮との国境にある都市）で、三宅順也、葉国富両名が朝鮮経済合作委員会の中国丹東事務所首席代表と支店開設に関する調印式を行ったことを自社のウェブサイトに掲載していた。（名目上とはいえ）日本企業が北朝鮮に支店を開設することは、国際連合安全保障理事会決議2321号に反することになり、実際に安保理の北朝鮮制裁委員会が調査を行ったことが明らかになっている。
これらの報道の後、名創優品は北朝鮮の企業との代理店契約を破棄し、2017年7月には平壌の店舗は店名を「進化」に改めて名創優品との関係を事実上解消した。また名創優品のウェブサイトからは前掲の調印式の記事も削除された。